# 九龍巴士264M線
九龍巴士264M線是香港新界的一條已取消日間巴士路線，提供空調巴士服務，行走天恩邨及青衣鐵路站之間。

## 歷史
- 1999年7月14日：投入服務，當時由天水圍市中心來往青衣機鐵站，最初本路線在青衣只有青衣機鐵站一個車站。
- 2002年初：青衣北岸公路通車後，青衣西路交通不再繁忙，才於青衣西路近青華苑及長亨邨加設分站。
- 2002年8月24日：延長至天恩邨，當時以天瑞路作為總站。
- 2005年10月1日：天恩邨總站遷往天恩邨商場地下，同日起繞經濕地公園路、博愛醫院及錦田（凹頭及高埔村一帶的錦田公路），但當時由青衣往天恩的$3.5分段收費仍舊於東頭村（2011年5月起車站改稱新時代廣場）才提供，成為九巴51M（錦田至荃灣地鐵站，現稱51）於1983年4月17日起縮短至錦田後，坳頭及高埔村再次有直達市區的專利巴士路線，但亦令到很多由青衣到天水圍的乘客，到大欖隧道轉車站用八達通轉乘較直接的九巴路線。
- 2007年12月2日：配合兩鐵合併，青衣機鐵站更名為青衣鐵路站。
- 2014年11月22日起取消服務，由九龍巴士68E線線延長至青衣鐵路站取代[1]。

## 服務時間及班次
| 天恩邨開         | 天恩邨開    | 天恩邨開     | 青衣鐵路站開     | 青衣鐵路站開 | 青衣鐵路站開 |
| 日期             | 服務時間    | 班次（分鐘） | 日期             | 服務時間     | 班次（分鐘） |
| ---------------- | ----------- | ------------ | ---------------- | ------------ | ------------ |
| 星期一至五       | 05:20-08:28 | 14-15        | 星期一至五       | 06:10-09:15  | 16-17        |
| 星期一至五       | 08:28-16:01 | 20-26        | 星期一至五       | 09:15-16:01  | 20-25        |
| 星期一至五       | 16:01-17:54 | 16-17        | 星期一至五       | 16:01-19:13  | 14-18        |
| 星期一至五       | 17:54-21:24 | 20-25        | 星期一至五       | 19:13-22:43  | 20-25        |
| 星期一至五       | 21:24-23:30 | 18           | 星期一至五       | 22:43-00:35  | 17-19        |
| 星期六           | 05:20-08:43 | 14-17        | 星期六           | 06:10        | 06:10        |
| 星期六           | 08:43-15:05 | 18-23        | 星期六           | 06:30-10:01  | 14-17        |
| 星期六           | 15:05-18:00 | 14-15        | 星期六           | 10:01-16:20  | 18-23        |
| 星期六           | 18:00-23:30 | 18-23        | 星期六           | 16:20-19:15  | 14-15        |
|                  |             |              | 星期六           | 19:15-00:35  | 20-23        |
| 星期日及公眾假期 | 05:20-15:05 | 20-25        | 星期日及公眾假期 | 06:10-16:07  | 20-25        |
| 星期日及公眾假期 | 15:05-17:46 | 17-18        | 星期日及公眾假期 | 16:07-17:36  | 17-18        |
| 星期日及公眾假期 | 17:46-23:30 | 20-25        | 星期日及公眾假期 | 17:36-21:20  | 20-25        |
|                  |             |              | 星期日及公眾假期 | 21:20-00:35  | 18-21        |

## 收費
全程：$11.1
- 大欖隧道轉車站往天恩邨：$10.1
- 過博愛交匯處後往天恩邨：$4.3

| - 本線設有12歲以下小童及65歲或以上長者半價優惠。 - 65歲或以上香港居民使用「樂悠咭」，以及12歲以下合資格殘疾兒童使用「殘疾人士身份」個人八達通繳付車資，均可享有每程$2.0或半價（以較低者為準）的票價優惠；12至64歲合資格殘疾人士使用「殘疾人士身份」個人八達通（包括「樂悠咭」），以及60至64歲香港居民使用「樂悠咭」繳付車資，均可享有每程$2.0或全費（以較低者為準）的票價優惠。 - 65歲或以上長者如使用長者或一般個人八達通繳付車資，則只可享有半價優惠；12至64歲合資格殘疾人士如不使用「殘疾人士身份」個人八達通，以及60至64歲人士如不使用「樂悠咭」繳付車資，必須繳付全費。 - 乘客可以現金或八達通於上車時付款，不設找續。 - 每位成人乘客可免費攜帶最多兩名4歲以下而不佔座位的兒童乘客乘車，超額之4歲以下小童必須繳付小童車費乘車。 - 持有「九巴月票」之乘客在車票有效期內，每日可享最多10程任何九龍巴士及龍運巴士路線（包括本路線，以及聯營路線的九龍巴士／龍運巴士提供的班次；惟乘搭機場「A」及「NA」線則可享原價二七折優惠（不會計算每天10次合資格車程））；而B1線則每日可享最多各2程（不會計算每天10次合資格車程）。 - 九龍巴士、城巴、龍運巴士及陽光巴士全職員工及家屬（不包括外判職員）可免費乘搭本路線，惟必須拍職員或職員家屬八達通。 - 乘客亦可透過多元化電子支付系統（e度嘟）繳付車資，包括使用非接觸式VISA卡、JCB卡、萬事達卡、銀聯卡、美國運通、大來國際、Discover Card、Apple Pay、Google Pay、Samsung Pay、AlipayHK「易乘碼」、支付寶、WeChatHK／微信支付「搭車碼」、銀聯雲閃付「乘車碼」及BOC Pay「乘車碼」。乘客使用此付款方式，使用此支付方式的乘客可享有中途下車之分段收費，以及與其他九巴／龍運獨營路線或聯營線九巴／龍運班次之轉乘優惠，惟不適用於與非九巴／龍運路線之轉乘優惠，亦不能享有「公共交通費用補貼計劃」及「長者及合資格殘疾人士公共交通票價優惠計劃」。 |

### 八達通轉乘優惠
乘客登上本線後150分鐘內以同一張八達通卡轉乘以下路線，或從以下路線登車後150分鐘內以同一張八達通卡轉乘本線，次程可獲$4.2車資折扣優惠：
- 264M往青衣鐵路站 → 248M往長宏或249M往美景花園
- 248M或249M往青衣鐵路站 → 264M往天恩邨

本線亦是大欖隧道轉乘計劃的其中一條路線

## 用車
取消前本線用車為11輛雙層低地台巴士，包括8輛富豪超級奧林比安（5輛配Wright車身）及3輛富豪B9TL 12米。

## 行車路線

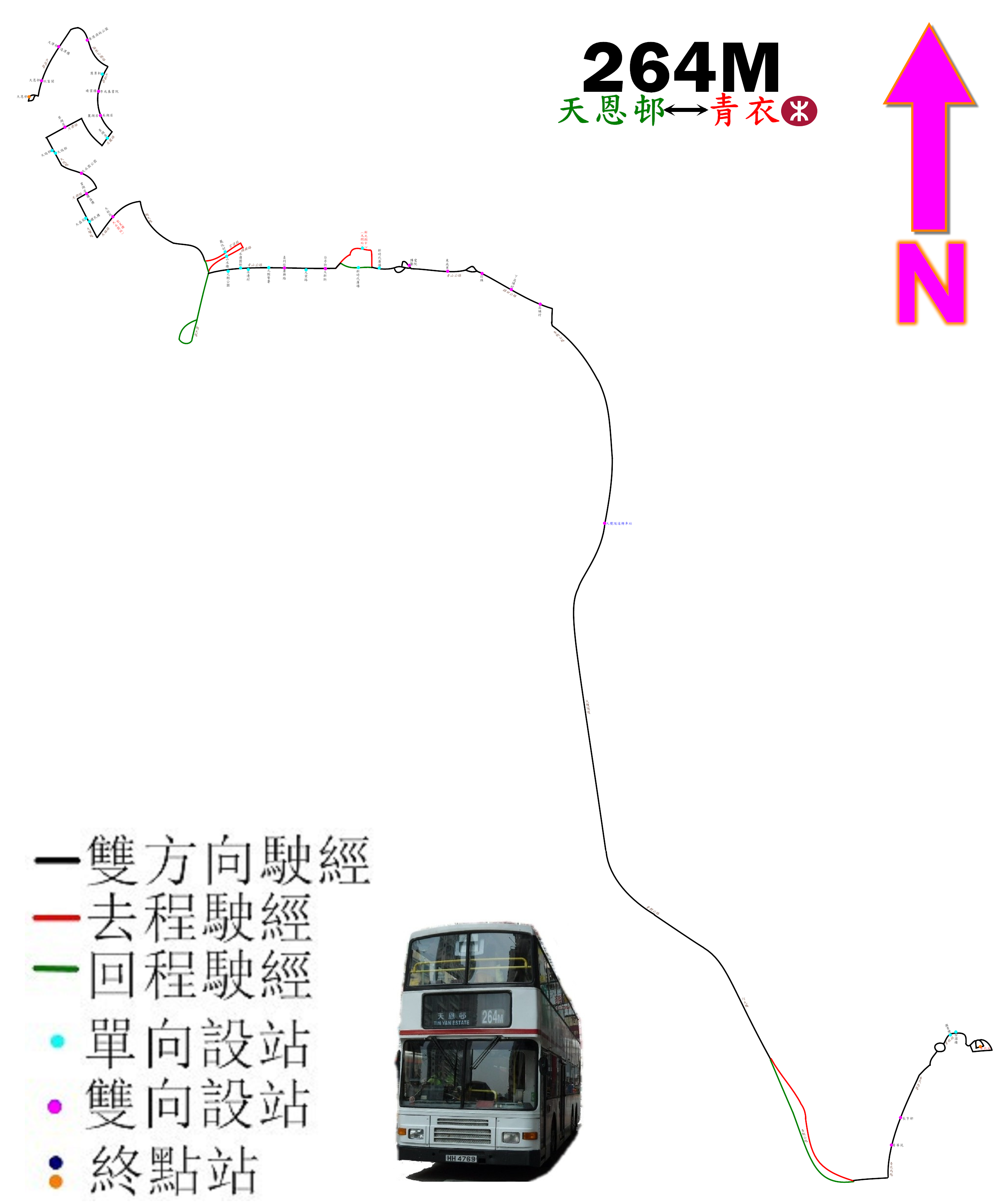
264M線的走線圖

天恩邨開經：天恩邨通道、天瑞路、濕地公園路、天葵路、天龍路、天城路、天恩路、天榮路、天瑞路、天湖路、天耀路、天福路、朗天路、水邊圍交匯處、宏達路、媽橫路、青山公路—元朗段、朗日路、青山公路—元朗段、博愛交匯處、S5路、博愛交匯處、青山公路、錦田公路、迴旋處、錦田公路、青朗公路、青衣西北交匯處、長青公路、青衣西路、楓樹窩路、擔杆山交匯處及青敬路。
青衣鐵路站開經：青敬路、擔杆山交匯處、楓樹窩路、青衣西路、長青公路、青衣西北交匯處、青朗公路、錦田公路、青山公路、博愛交匯處、S5路、博愛交匯處、青山公路—元朗段、朗天路、唐人新村交匯處、朗天路、天福路、天耀路、天湖路、天瑞路、天榮路、天城路、天龍路、天葵路、濕地公園路、天瑞路及天恩邨通道。

### 車站一覽
| 天恩邨開 | 天恩邨開               | 天恩邨開             | 青衣鐵路站開 | 青衣鐵路站開       | 青衣鐵路站開         |
| 序號     | 車站名稱               | 位置                 | 序號         | 車站名稱           | 位置                 |
| -------- | ---------------------- | -------------------- | ------------ | ------------------ | -------------------- |
| 1        | 天恩邨巴士總站         | 天恩邨公共運輸交匯處 | 1            | 青衣鐵路站巴士總站 | 青衣站公共運輸交匯處 |
| 2        | 天恩邨                 | 天瑞路               | 2            | 長安邨安湄樓       | 青敬路               |
| 3        | 天澤邨                 | 天瑞路               | 3            | 長亨邨             | 青衣西路             |
| 4        | 香港濕地公園           | 濕地公園路           | 4            | 青華苑             | 青衣西路             |
| 5        | 香港青年協會李兆基書院 | 天葵路               | 5            | 大欖隧道           | 大欖隧道轉車站       |
| 6        | 美湖居                 | 天葵路               | 6            | 高埔村             | 錦田公路             |
| 7        | 翠湖居                 | 天榮路               | 7            | 下高埔村           | 錦田公路             |
| 8        | 天瑞邨                 | 天瑞路               | 8            | 凹頭               | 錦田公路             |
| 9        | 天水圍公園             | 天瑞路               | 9            | 東成里             | 青山公路－元朗段     |
| 10       | 天耀邨耀盛樓           | 天湖路               | 10           | 楊屋村             | 青山公路－元朗段     |
| 11       | 天耀邨耀民樓           | 天耀路               | 11           | 博愛醫院           | S5通道               |
| 12       | 天祐苑                 | 天福路               | 12           | 新時代廣場         | 青山公路－元朗段     |
| 13       | 鳳池村                 | 宏達路               | 13           | 又新街             | 青山公路－元朗段     |
| 14       | 山水樓                 | 媽橫路               | 14           | 大棠路             | 青山公路－元朗段     |
| 15       | 水邊圍邨               | 青山公路－屏山段     | 15           | 康樂路             | 青山公路－元朗段     |
| 16       | 喜利徑                 | 青山公路－元朗段     | 16           | 元朗警署           | 青山公路－元朗段     |
| 17       | 谷亭街                 | 青山公路－元朗段     | 17           | 水邊村             | 青山公路－屏山段     |
| 18       | 新元朗中心             | 朗日路               | 18           | 元朗公園           | 青山公路－屏山段     |
| 19       | 新時代廣場             | 青山公路－元朗段     | 19           | 聚星樓             | 天福路               |
| 20       | 博愛醫院               | S5通道               | 20           | 天盛苑             | 天耀路               |
| 21       | 東成里                 | 青山公路－元朗段     | 21           | 賞湖居             | 天湖路               |
| 22       | 凹頭                   | 錦田公路             | 22           | 天水圍公園         | 天瑞路               |
| 23       | 下高埔村               | 錦田公路             | 23           | 天瑞邨             | 天瑞路               |
| 24       | 高埔村                 | 錦田公路             | 24           | 翠湖居             | 天榮路               |
| 25       | 大欖隧道               | 大欖隧道轉車站       | 25           | 景湖居             | 天龍路               |
| 26       | 青華苑                 | 青衣西路             | 26           | 麗湖居             | 天葵路               |
| 27       | 長亨邨                 | 青衣西路             | 27           | 天晴邨晴雲樓       | 天葵路               |
| 28       | 灝景灣                 | 青敬路               | 28           | 慧景軒             | 天葵路               |
| 29       | 青衣鐵路站巴士總站     | 青衣站公共運輸交匯處 | 29           | 香港濕地公園       | 濕地公園路           |
|          |                        |                      | 30           | 天逸邨逸潭樓       | 天瑞路               |
| 31       | 天富苑欣富閣           |                      |              |                    | 天瑞路               |
| 32       | 天恩邨巴士總站         | 天恩邨公共運輸交匯處 |              |                    |                      |

## 客量
由於本線直達青衣及元朗市中心，只需半小時左右便能來往兩地，比港鐵還要快，且元朗市只有此線使用直接路段來往青衣，故受乘客歡迎。但對於天水圍的乘客來說，則過於迂迴，而且班次疏落，只有小量人乘搭本線來往兩地。但本線比同樣經大欖隧道的279X線便宜，並吸納了以前乘搭251M線，來往青衣和錦田的乘客；此外，亦吸納了元朗市中心返回天水圍的乘客，以疏導輕鐵的擠迫情況且提供了多一項選擇，兩者故仍有一定客量支持。但迂迴的路線（天水圍段）、班次疏落，並缺乏定點班次仍是主要“趕客”原因，導致客量長期不佳，最後需要停止服務。
本線取消後，天水圍前往青衣的乘客需要先乘搭69M/69P/265M/269A/269M/269P前往大欖隧道轉乘68E線/279X線，比較不方便。

## 外部連結
- 九巴264M線官方網站路線資料 （页面存档备份，存于）
- i-busnet.com－九巴264M號路線KMB Rt. 264M
- 681巴士總站－264M介紹 （页面存档备份，存于）
- 香港巴士大典上的相关条目：九巴264M線
- 西北經典系列‧九巴#07 264M-愈改愈趕客的天水圍青衣線 （页面存档备份，存于）